# مان هانت 2
مان هانت 2 (بالإنجليزية: Manhunt 2) هي الجزء الثاني من لعبة مان هانت طورت من قبل روكستار لندن ونشرت من طرف روكستار جيمز على أنظمة مختلفة في 2007 و2008 وعلى مايكروسوفت ويندوز في 2009.

## قصة
تبدأ في مستشفى ديكسمور للمجرمين المضطربين نفسيا في ليلة عاصفة تسببت في توقف النظام الأمني فتفتح الزنزانات مما ادى إلى خروج المساجين. فيهرب دانيال لامب الذي فقد ذاكرته وصديقه ليو كاسبر من المكان إلى منزل دانيال لإيجاد مخدر يساعده على استرجاع ذاكرته. ويبدأ في البحث عن ماضيه ومطاردة أحد المنظمات ومع الوقت يكتشف انه كان في مشروع غسيل أدمغة هدفه إنشاء قاتل مثالي يتسطيع تنفيذ المهام والعودة إلى حياته الطبيعية قاتل يمتلك شخصيتين، ويسعى دانيال لإيجاد احد زميلاته ( الدكتورة وايت ) للبحث عن ماضيه واكتشاف ما حدث لعائلته ، الى أن تقوم زميلته بتخديره ويستيقظ دانيال ليجد نفسه معها و تخبره أنه تطوع للمشروع قبل 6 سنوات من اجل الحصول على المال ليستقر ماديا وأن زرع الشخصية الأخرى فشل عليه مما ادى إلى إصابته باضطراب الهوية التفارقي الذي جعله يصدق ان ليو شخصية حقيقية قامت باستغلال دانيال لقتل واعضاء المنظمة ( تضم قائمة ضحاياه : صديق دانيال ، أحد ممولي المشروع ، الدكتور المسؤول عن المشروع ) بهدف الانتقام منهم وقام بقتل زوجة دانيال بهدف محو ماضيه . بعد هذا الإكتشاف إقترحت الدكتورة على دانيال أن يواجه ليو وأن يقتله من ذاكرته ، بعد هذه المواجهة يستيقظ دانيال ممحو الذاكرة على طريق مهجور حاملاً مغلف يخبره باسمه ومكان اقامته.
كما توجد نهاية أخرى أين يقوم ليو بالتغلب على دانيال ويكتسب القدرة على التحكم بجسده .

## روابط خارجية
- مان هانت 2 على موقع IMDb (الإنجليزية)